# Xylota flavitibia
Xylota flavitibia är en tvåvingeart som beskrevs av Jacques-Marie-Frangile Bigot 1884. Xylota flavitibia ingår i släktet vedblomflugor, och familjen blomflugor. Inga underarter finns listade i Catalogue of Life.